# Soulèvement de Poznań en 1956
Guerre froide
Le soulèvement de Poznań en 1956, connu en Pologne sous le nom de « juin de Poznań » (en polonais, Poznański Czerwiec), est la première révolte du peuple polonais contre le régime communiste de la République populaire de Pologne.
Partie d'une grève des travailleurs, elle se transforme en un affrontement avec l'armée polonaise. Les manifestations débutent le 28 juin 1956 à Poznań, aux usines Cegielski et se dirigent vers le centre-ville. Une centaine de milliers de personnes s'étant rassemblées à proximité de l'immeuble de la Sécurité d'État (UB - Urząd Bezpieczeństwa), les autorités chargent le général Stanislav Poplavsky d'étouffer la manifestation avec mille hommes de l'Armée populaire de Pologne (Ludowe Wojsko Polskie - LWP) et du Corps de sécurité intérieure, et l'appui de quatre cents chars de combat. Au cours de cette opération, la troupe ouvre le feu sur les manifestants civils.
Les évaluations sur le nombre des victimes font état de 57 morts à 78 morts, et cinq cents à six cents blessés. Le soulèvement de Poznań n'en reste pas moins une étape décisive vers l'installation en octobre d'un régime moins inféodé à l'URSS.

## Contexte

### Évolution internationale: une timide déstalinisation
La mort de Staline enclenche dans tout le bloc de l'Est le processus de déstalinisation. Le rapport secret présenté par Nikita Khrouchtchev au XXe congrès du Parti communiste de l'Union soviétique « sur le culte de la personnalité et ses conséquences » a un impact largement hors des frontières de l'Union des républiques socialistes soviétiques, mais de nombreux signes de contestation l'ont précédé.
Les émeutes en Allemagne de l'Est, le 17 juin 1953, l'exécution du dauphin de Staline Lavrenti Beria, le 9 juillet, à Moscou, et, le 14 août de la même année, le rétablissement des liens diplomatiques entre l'U.R.S.S. et la Yougoslavie laissent entrevoir des fissures dans le camp stalinien.

### Débuts de la contestation en Pologne
En Pologne, le stalinisme marque encore profondément les institutions, l'économie et la société. Bolesław Bierut incarne parfaitement l'alignement politique sur le maître du Kremlin, il est d'ailleurs marqué au Politburo par Constantin Rokossovski, général soviétique d'origine polonaise imposé par Staline comme vice-premier ministre et ministre de la Défense. L'armée est un instrument essentiel, d'abord par son effectif pléthorique (400 000 hommes) grâce à la conscription et surtout son encadrement qui est très politisé, les officiers passant par l'Académie militaire politique (WAP) créée en 1951. La Pologne est membre fondateur du Pacte de Varsovie en 1955. Pendant les années Bierut, l'économie a été collectivisée à outrance, l'Église persécutée (ses propriétés confisquées en 1950), l'industrie lourde est la priorité absolue comme en témoigne la construction de Nowa Huta. Le mimétisme va jusqu'à l'introduction du stakhanovisme avec son corollaire, le relèvement des normes de production qui mécontente les ouvriers.
Cela étant, le modèle n'a jamais totalement fonctionné que dans la propagande : pas de procès à grand spectacle comme les affaires Rudolf Slánský en Tchécoslovaquie ou Nikolaï Petkov en Bulgarie, échec des kolkhozes, pas de déportations massives (à part les vagues d'expulsion de la population allemande), une classe moyenne tracassée mais pas liquidée. En décembre 1954, le ministère de la Sûreté est supprimé (mais pas les services) et en 1955, Władysław Gomułka sort discrètement de prison Le Parti ouvrier unifié polonais n'échappe pas aux évolutions qui dégèlent le Bloc soviétique : outre la critique du culte de la personnalité, on débat beaucoup du droit de chaque pays à définir sa propre voie nationale vers le socialisme plutôt que de suivre servilement le modèle soviétique. Même dans le Parti, des voix s'élèvent pour remettre en cause l'exécution de vétérans du Parti lors des purges staliniennes. En mars 1956, la mort du premier secrétaire du PZPR (parti communiste), le fidèle stalinien Bierut, ouvre une crise de succession et un débat sur la ligne du Parti.
Politiquement, la résistance anti-communiste en Pologne se réveille elle aussi. C'est ainsi qu'à Poznań un groupe de dirigeants de l'opposition et d'intellectuels de renom fondent le Klub Krzywego Koła (club de la Roue Voilée). On y discute de l'indépendance de la Pologne, des aberrations de l'économie étatisée, des discriminations et même des persécutions que le gouvernement a fait subir aux forces armées polonaises de l'Ouest et l'arrogance gouvernementale. On y rappelle enfin le rôle de la résistance polonaise de l'Armée de l'intérieur (Armia Krajowa) pendant la Seconde Guerre Mondiale. Mais tandis que l'intelligentsia exprime ses désaccords dans des débats et publications, les travailleurs descendent dans la rue.

### Les ouvriers de Poznań
Poznań est l'un des principaux centres urbains et industriels de la République Populaire de Pologne. Le soulèvement intervient dans une phase d'instabilité du pays. En premier lieu, les conditions économiques et notamment la pénurie chronique irritent la population. Depuis l'été 1955, les ouvriers sidérurgistes de Poznań ont vu à la fois leurs conditions de vie et leur capacité de production régresser : les ruptures d'approvisionnement en tôles et produits semi-finis les mettaient de plus en plus fréquemment en chômage technique. D'autre part, les normes de travail étaient fréquemment relevées. 
Les travailleurs de la plus grande usine de la ville, la ZISPO (industries métallurgiques Hipolit Cegielski, appelées usines Joseph Staline de 1947 à 1956) se plaignaient des discriminations salariales liées au système des normes. Les directeurs locaux n'avaient aucune marge de manœuvre par rapport à une planification tatillonne. Pendant des mois, on envoie des pétitions, des lettres et des délégations au ministre des industries mécaniques tout comme au Comité Central du P.O.U.P. En vain. Finalement, une délégation de quelque 27 travailleurs est envoyée vers le 23 juin. L'entrevue est positive et, dans la nuit du 26, la délégation revient à Poznań confiante d'avoir été entendue. Le ministre s'est engagé à revoir les normes et à payer des primes que le relèvement des quotas leur avait fait perdre. Or, dans la matinée, ce même ministre arrive à l'usine et, devant une assemblée générale du personnel stupéfait, il revient sur certains des engagements qu'il avait pris à Varsovie.

## Un soulèvement populaire

### De la grève à l'insurrection
Le 28 juin, dès 6 h du matin, la grève éclate spontanément aux usines ZISPO et ZNTK. Environ 80 % des travailleurs descendent dans la rue, particulièrement ceux qui perdaient la prime de juin à la suite du relèvement des normes par le gouvernement, Ils réclament des compensations salariales et quelques concessions sur le plan des libertés, et se dirigent vers le centre-ville. Moment délicat puisque la foire internationale de Poznań bat alors son plein et de nombreuses délégations étrangères sont présentes en ville. Au fil des rues, le cortège enfle, il est rejoint par des ouvriers d'autres sites, des employés d'administrations et des étudiants.
Entre 9 h et 11 h ce sont ainsi quelque 100 000 personnes qui se retrouvent sur la place Adam Mickiewicz, face au Château Impérial de Poznań, et aux immeubles voisins qui abritent les autorités municipales, celles du Parti et la direction de la milice. Les manifestants réclament la baisse des prix alimentaires, des augmentations de salaire et l'annulation des dernières mesures qui avaient dégradé les conditions de vie pour les travailleurs. Le gouvernement local affirmant n'avoir pas compétence pour résoudre ces problèmes, ils exigent la venue du premier ministre Józef Cyrankiewicz. On voit même des policiers se joindre au mouvement.
Après 10 h, la situation se détériore rapidement avec une rumeur, peut-être lancée par des provocateurs : Des membres de la délégation qui est allée négocier auraient été arrêtés. La colère explose. Les unités locales de la Milice civique sont rapidement débordées malgré l'utilisation de lances à eau et la situation tourne à l'émeute : la foule prend d'assaut la prison de la rue Młyńska, où les délégués étaient censés être retenus. Vers 10 h 50, des centaines de détenus sont libérés. A 11 h 30, les émeutiers s'emparent de l'armurerie de la prison et distribuent des armes à feu. Entre-temps, d'autres ont mis à sac la Direction du Parti avant de s'en prendre, vers 11 h au siège de la Sécurité d'État, rue Kochanowski. C'est là qu'éclatent les premiers coups de feu, tirés depuis les fenêtres de la Police secrète, sur les assaillants qui refluent. À partir de là, et jusqu'à 6 h du soir, les insurgés s'emparent ou assiègent de nombreux bâtiments du gouvernement et de l'administration, dont le Palais de Justice et le bureau du procureur, la Sécurité Sociale rue Dąbrowski, les postes de la milice à Junikowo, Wilda, Swarzędz, Puszczykowo et Mosina. En investissant le camp de détention de Mrowino et l'École militaire de l'université de technologie de Poznań ils raflent les armes qui y sont entreposées. Ils font main basse sur un certain nombre de documents au poste de milice, à la procurature et au tribunal et les détruisent.
Pendant ce temps, vers 11 h, seize chars, deux half-tracks et trente véhicules quittent l'École des officiers des Unités Blindées, une garnison de Poznań, et prennent position autour des bâtiments qu'ils ont mission de protéger. Non seulement il n'y a pas d'échanges de tirs avec les manifestants, mais on voit même les soldats fraterniser avec la foule. Selon certains témoignages, les manifestants s'emparent alors de deux chars et désarment des soldats.

### La répression
C'en est trop pour le maréchal Constantin Rokossovski, ministre de la Défense nationale en Pologne. Il décide de prendre directement les choses en main. Les événements vont dès lors prendre une tournure dramatique. Rokossovski envoie son représentant, le général soviéto-polonais Stanislav Poplavsky et un groupe d'officiers subalternes soviétiques avec mission de réduire à leur façon le soulèvement. Il s'agit de couper court à l'agitation pour éviter un scénario à l'est-allemande, version 1953, lorsqu'un mouvement de protestation qu'on n'avait pas étouffé dans l'œuf avait contaminé d'autres régions.
Il est 14 h quand les officiers soviétiques débarquent à l'aéroport de Ławica. Ils prennent aussitôt leur commandement. Poplavski ne va pas se servir des régiments cantonnés à Poznań, mais fait venir des troupes de la région militaire de Silésie, épaulées par des unités spéciales amenées du Polygone de Biedrusko (une base militaire excentrée au nord de Poznań, qui formait une bande d'une vingtaine de km entre Suchy Las et l'aérodrome de Bolechowo). Les soldats, ignorants de ce qui se déroule en ville, sont mis en condition : on leur raconte que les meneurs des manifestations sont en fait des « provocateurs allemands » qui veulent mettre à profit la Foire Internationale de Poznań pour salir l'image de la Pologne.
Le 29, à l'aube (entre 4 et 5 h), 10 300 hommes des 10e et 19e divisions blindées, des 4e et 45e divisions d'infanterie, soutenus par le Corps de sécurité intérieure et sous le commandement de Poplavski investissent Poznań. Pendant deux heures, c'est un interminable cortège de chars, de véhicules blindés, d'artillerie de campagne et de camions chargés de troupes qui traverse la ville et l'encercle. À 9 h commence une vague massive d'arrestations. Les suspects interpellés sont regroupés à l'aéroport de Lawica et soumis à un interrogatoire musclé (tabassages). 746 personnes au total seront internées, pour certaines jusqu'au 8 août. En ville, la répression dure jusqu'au 30 juin, avec des échanges de tirs sporadiques entre militaires et insurgés. Le 29 juin, à 19 h 30, le premier ministre Cyrankiewicz déclare à la radio locale « que les provocateurs ou les fous qui ont levé la main sur le gouvernement populaire sachent que cette main sera coupée. »
Le bilan est toujours sujet à polémique chez les historiens. Ainsi Łukasz Jastrząb de l'IPN (l'Institut de la mémoire nationale - Commission de poursuite des crimes contre la nation polonaise) l'évalue à 57 morts et environ cinq cents blessés alors qu'un autre chercheur du même institut Stanisław Jankowiak situe le nombre des blessés à six cents personnes, car il prend en compte les rapports de justice établis à partir des témoignages de personnes présentes sur les lieux, témoignages que le Dr. Jastrząb ne reconnaît pas comme crédibles. La liste officielle, reconnue par le gouvernement en 1981, fait elle état de 74 morts, au nombre desquels un jeune garçon de treize ans, Romek Strzałkowski. 
Les pertes matérielles sont de plusieurs dizaines de millions de zlotys dans la ville tandis qu'une trentaine de chars de combat, une dizaine d'autre blindés et des dizaines de camions sont détruits ou rendus inutilisable lors des combats.

## Les conséquences du soulèvement de Poznań

### L'«octobre polonais»
250 personnes environ furent arrêtées dans les tout premiers jours, au nombre desquels 196 ouvriers ; des centaines d'autres vont suivre dans les semaines suivantes 58 insurgés comparaissent devant le tribunal en septembre 1956. Dans le même temps, les troubles s'étendent à tout le pays.

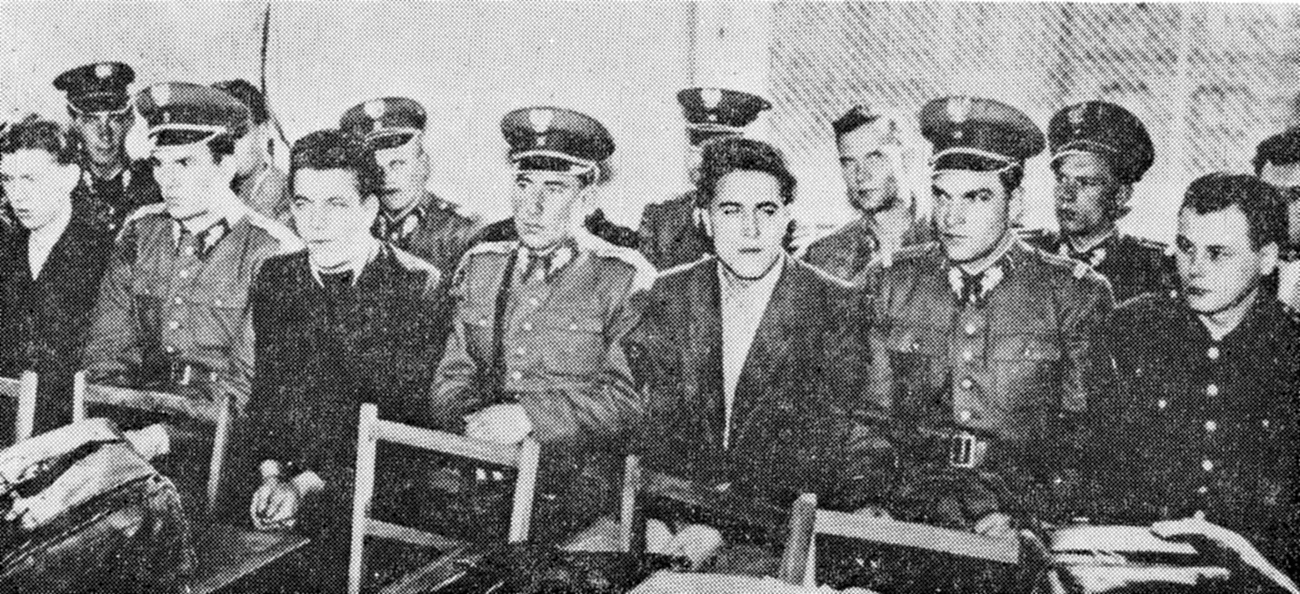
« Le procès des neuf », l'un des procès contre les participants au soulèvement de Poznań.

Les idéologues ont très vite compris qu'ils avaient perdu le soutien de l'Union soviétique, aussi le régime cherche-t-il provisoirement la conciliation en annonçant des hausses de salaires et quelques changements. Conscients qu'il fallait des têtes nouvelles pour le nouveau cours, les communistes polonais se donnent un nouveau chef au mois de juillet en la personne de Władysław Gomułka, considéré alors comme un « modéré ». Cette transition au sommet est qualifiée d'« octobre polonais » ou de « dégel de Gomułka ». Les poursuites engagées contre les insurgés sont suspendues et un programme de réformes démocratiques entrepris. L'un des éléments majeurs est la loi du 19 novembre 1956 qui institue des Conseils ouvriers. Ces organes élus par le personnel participent à la gestion de l'entreprise et contrôlent le directeur. Ainsi, au moment où la révolution hongroise est écrasée par les chars soviétiques, la Pologne semble amorcer un véritable virage démocratique avec des expériences de cogestion. Ce programme de réformes de Władysław Gomułka rétablira le calme à la fin de l'année.

### L'histoire censurée
Les espoirs de l'automne 1956 font long feu. Khrouchtchev qui vient de réprimer Budapest, qui a très mal accepté l'arrivée de Gomułka ne peut tolérer que des ouvriers exercent un pouvoir dans une « démocratie populaire ». Les conseils ouvriers seront enterrés par une loi sur l'autogestion ouvrière du 20 décembre 1958. Cette loi crée les KSR (Conférences d'autogestion ouvrière) qui n'ont qu'un rôle consultatif et doivent mobiliser les ouvriers pour réaliser le Plan. Il suffira de ne plus convoquer ces « conférences » pour qu'elles s'éteignent d'elles-mêmes vers 1975. Pour les inculpés de Poznań, les choses vont plus vite encore : Stanisław Hejmowski (pl), l'avocat qui les a défendus sera par la suite poursuivi pour avoir établi que la répression gouvernementale avait abouti à la mort de civils innocents.
Le gouvernement n'a jamais réussi à extorquer des détenus un aveu qui démontrerait une provocation des services secrets occidentaux ; mais cela ne l'empêchera pas de faire de cette assertion sa ligne officielle pour les années à venir. Les autorités communistes vont systématiquement censurer toute information relative au soulèvement de Poznań pendant un quart de siècle. On refusera aux historiens tout accès aux documents originaux et toute source accessible au public était au préalable purgée de la moindre mention aux « événements » de juin 1956. Quant à ceux qui y avaient participé activement, ils sont persécutés durant des années.

### L'héritage de Poznań
Cependant, la mémoire de juin sera préservée par ceux qui y ont participé et par les membres de l'opposition. Ce sera d'ailleurs l'une des premières initiatives du syndicat indépendant Solidarność, après les accords de Gdańsk, de faire édifier un monument commémoratif au soulèvement de 1956. Particularité : l'édification de ce mémorial sera arrachée en 1981 à un gouvernement encore communiste; il se dresse bien en vue, néanmoins à l'écart du centre-ville.

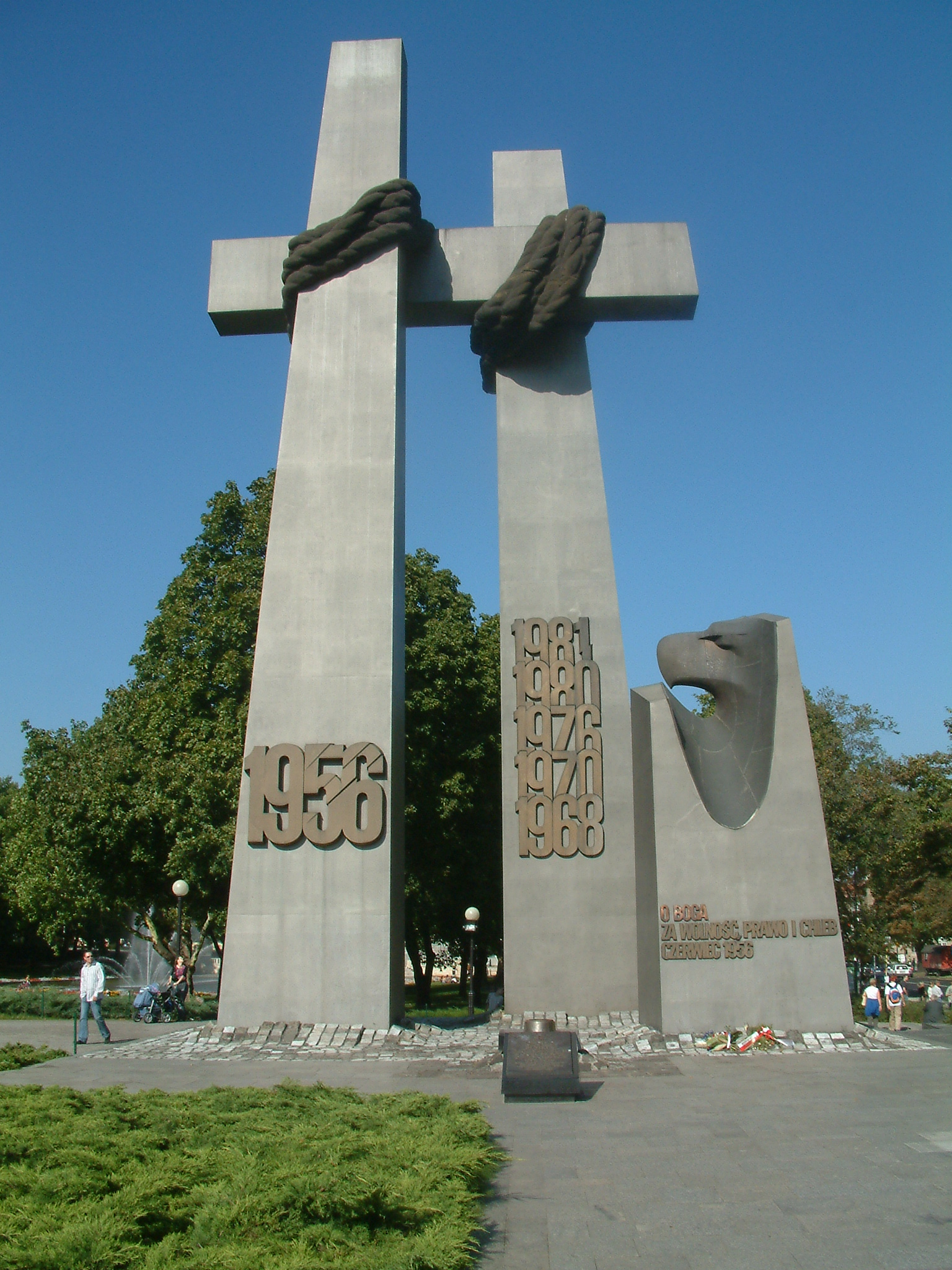
Mémorial du soulèvement de 1956 (édifié en 1981 puis modifié après 1989).

La contestation de 1968 ne concerne pratiquement que les intellectuels et les ouvriers ne se mobilisent pas face à la répression aux forts relents antisémites. Lorsqu'un nouveau soulèvement populaire, dans la lignée du « juin de Poznań » se produit aux chantiers navals de Gdynia, en décembre 1970, les intellectuels qui sont encore sous le coup de la répression, ne réagissent pas davantage. Il faut attendre 1976 et les mouvements sociaux de Radom et Kielce pour que l'union se réalise à travers la création du Comité de défense des ouvriers. L'aboutissement de ces relations tumultueuses entre classe ouvrière et intellectuels sera en 1980 la création du syndicat indépendant Solidarność.
Le 21 juin 2006, pour célébrer le 50e anniversaire du soulèvement, la Diète polonaise a fait du 28 juin une fête nationale, le Jour du Souvenir de Juin 56 à Poznań.

### Controverses
Avec l'effondrement du régime en 1989, la tendance historiographique officielle dès la présidence de Lech Wałęsa sera bien sûr de remettre à l'honneur les précurseurs et notamment le soulèvement de Poznań. C'est ainsi que la majorité des historiens d'aujourd'hui veulent voir dans la contestation de 1956 un moment-clé dans l'histoire contemporaine de la Pologne voire un jalon vers la fin du communisme dans ce pays. Certains acteurs ou historiens rappellent que ce mouvement de 1956 n'exprimait pas une idéologie anti-communiste, ce que les ouvriers réclamaient, c'était des réformes économiques et de meilleures conditions de travail plutôt que des revendications politiques. Ils chantaient L'Internationale et leurs banderoles proclamaient « Nous demandons du pain ». C'est peut-être l'incapacité du gouvernement à leur apporter satisfaction, puis la prise de conscience de leur propre force qui les a ensuite poussés à des revendications politiques. Rechercher les similitudes entre un état d'esprit répandu aujourd'hui et la conscience d'alors répond souvent à des préoccupations politiques très actuelles, auxquelles l'histoire sert plus ou moins d'alibi. Il faut enfin se souvenir que même dans les débuts de Solidarité, seule une minorité en appelait à un grand changement politique,.